# Wormaldia kisoensis
Wormaldia kisoensis là một loài Trichoptera trong họ Philopotamidae. Chúng phân bố ở miền Cổ bắc.